# Between the Walls
Between the Walls četvrti je studijski album njemačkog heavy metal-gitarista Axela Rudija Pella. Diskografska kuća Steamhammer objavila ga je 1. lipnja 1994.

## Popis pjesama
| 1.    | »The Curse« (instrumentalna skladba)   | Axel Rudi Pell                                                         | 1:16  |
| 2.    | »Talk of the Guns«                     | Axel Rudi Pell, Jeff Scott Soto                                        | 4:52  |
| 3.    | »Warrior«                              | Axel Rudi Pell, Jeff Scott Soto                                        | 5:12  |
| 4.    | »Cry of the Gypsy«                     | Axel Rudi Pell, Jeff Scott Soto                                        | 5:01  |
| 5.    | »Casbah«                               | Axel Rudi Pell                                                         | 10:01 |
| 6.    | »Outlaw«                               | Axel Rudi Pell                                                         | 3:59  |
| 7.    | »Wishing Well« (obrada Freea)          | Paul Rodgers, Simon Kirke, Tetsu Yamauchi, Paul Kossoff, John Bundrick | 4:01  |
| 8.    | »Innocent Child«                       | Axel Rudi Pell                                                         | 5:27  |
| 9.    | »Between the Walls«                    | Axel Rudi Pell, Jeff Scott Soto                                        | 4:05  |
| 10.   | »Desert Fire« (instrumentalna skladba) | Axel Rudi Pell                                                         | 3:08  |
| 47:02 |                                        |                                                                        |       |

## Zasluge
Axel Rudi Pell
- Volker Krawczak – bas-gitara
- Axel Rudi Pell – gitara, produkcija
- Jörg Michael – bubnjevi
- Jeff Scott Soto – vokal, vokal (zborovi)
- Julie Greaux – klavijature, vokal (zborovi)

Ostalo osoblje
- Ulli Pösselt – produkcija, inženjer zvuka, miks
- Thomas Erkelenz – inženjer zvuka (dodatni), miks (dodatni)
- Christian Wolff – klavijature (dodatne), inženjer zvuka (dodatni), miks (dodatni)
- Ulf Horbelt – mastering
- Marc Klinnert – naslovnica albuma
- Michael Bussmann – fotografije